# Mika Kanai
Mika Kanai (金井 美香 Kanai Mika?,  Tokio, Japón, 18 de marzo de 1964) es una actriz de voz y cantante japonesa, afiliada a Ken Production. Algunos de sus roles más destacados incluyen el de Yoko Tanaka en Idol Tenshi Yokoso Yoko, Snork Maiden en Tanoshii Moomin Ikka, Wapiko en Kingyo Chūihō!, Melonpanna en Anpanman, Yadamon en Yadamon, Tiffa Adill en After War Gundam X, Harebuta en Hare Tokidoki Buta, Vanilla H y Normad en Galaxy Angel, Satoko Hōjō en Higurashi no Naku Koro ni, Arche Klein en Tales of Phantasia y Sū en Uchi no 3 Shimai.

## Vida personal
Kanai es hija de la actriz de voz Kazue Tagami y del productor Akihisa Kanai. De 1993 a 2006, estuvo casada con el también actor de voz Kōichi Yamadera, aunque su divorcio no se hizo público sino hasta 2007. La pareja había trabajado junta en la serie de larga duración, Anpanman.

## Filmografía

### Anime
- Pekorin en Kirakira PreCure a la Mode.
- Arche Klaine en Tales of Phantasia: The Animation.
- Vanilla H en Galaxy Angel.
- Begina en Mon Colle Knights.
- Normad en Galaxy Angel (anime).
- Poo en A Tree of Palme.
- Sumeragi Kaguya Code Geass.
- Ichika Fujii en Baby and Me.
- Mei Mar en KO Beast.
- Kuaru en Lunatic Night.
- Jilva en PoPoLoCrois.
- Mikan Shiratori en Sailor Moon.
- Mimete en Sailor Moon.
- Sera/Sarah en Sonic the Hedgehog: The Movie.
- Melonpanna en Soreike! Anpanman.
- Shiina en Vampire Princess Miyu.
- Tiffa Adill en After War Gundam X.
- Wapiko en Goldfish Warning! (personaje central).
- Little en Floral Magician Mary Bell (Episodio 23).
- Satoko Hojo en Higurashi no Naku Koro ni.
- Satoko Hojo en Higurashi no Naku Koro ni Kai.
- La Nieta de Leila en Vampire Hunter D.
- Yoshikawa Eimi en Super Cat Girl Nuku Nuku.
- Erika en Locke the Superman.
- Kana en Patlabor.
- Kanai Sakura en Chihayafuru 2
- Yadamon en Yadamon.
- Pao Chan en Ojamajo Doremi DOKKAAN!.
- Pikotto y Yoshiko Shishido en Nanaka 6/17.
- Misato Uehara en NANA.
- Kinako Ankoro en Di Gi Charat Nyo.
- Fuuko en Doraemon: Nobita and the Strange Wind Rider.
- Sanae en Cooking Papa.
- Luca en Ashita no Nadja.
- Nei en Avenger.
- Ms. Infirmary en Demashita! Powerpuff Girls Z.
- Fûko en Animal Crossing (película).
- Pochaco y Hanamaru en Asobou! Hello Kitty.
- Yūkimaru en Naruto Shippuden
- Nyo!China en Hetalia: Axis Powers
- Sunny Funny en Parappa The Rapper´´
- Satoko Hojo en Higurashi no Naku Koro ni Gou
- Satoko Hojo en Higurashi no Naku Koro ni Sotsu

### Videojuegos
- Satoko Hojo en Higurashi no Naku Koro ni.
- Arche Klaine en Tales of Phantasia.
- Arche Klaine en el minijuego Groovy Arche.
- Arche Klaine en Tales of the World: Narikiri Dungeon 3.
- Vanilla H en Galaxy Angel.
- Annette Burns en Growlanser III: The Dual Darkness.
- Jigglypuff en Super Smash Bros. Melee.
- Jigglypuff en Super Smash Bros. Brawl.
- Sunny en PaRappa the Rapper.
- Salsa en Eternal Sonata.

### CD dramas
- Tamami Sekine en Girl Friends.

### Doblaje
- Marill , Jigglypuff, Chikorita, Bayleef entre algunos de los más destacados en  Pokémon (Versión americana).
- Shirley the Loon en Tiny Toon Adventures (doblaje japonés).